# Nová Ves u Frýdlantu nad Ostravicí
Nová Ves u Frýdlantu nad Ostravicí (deutsch Neudorf; polnisch Nowa Wieś) ist ein ländlicher, südöstlicher Ortsteil der Stadt Frýdlant nad Ostravicí in Tschechien. Er liegt am rechten Ufer des Flusses Ostravice, innerhalb der historischen Landschaft Teschener Schlesien, sowie der Lachei.

## Geschichte
Der Ort in der Freien Minderherrschaft Friedek, die 1573 aus dem Herzogtum Teschen ausgegliedert wurde, wurde im Jahr 1610 unter dem slawischen Namen erstmals urkundlich erwähnt. Später wurde er bis zum späten 19. Jahrhundert meistens mit der Namensübersetzung als Neudorf benannt.
In der Beschreibung Teschener Schlesiens von Reginald Kneifl im Jahr 1804 hatte Neudorf im Friedeckischen 116 Häuser mit 679 Einwohnern schlesisch-mährischer Mundart, die nach Borowka eingepfarrt waren. Nach der Aufhebung der Patrimonialherrschaften bildete es ab 1850 eine Gemeinde in Österreichisch-Schlesien, Gerichtsbezirk Friedek bis 1901 im Bezirk Teschen, dann im Bezirk Friedek. Das Dorf war überwiegend von tschechischsprachigen (Oberostrauer Mundart) Römisch-Katholiken bewohnt, die sich Lachen nannten.
Nach dem Zusammenbruch Österreich-Ungarns Ende 1918 wurde Nová Ves ein Teil der Tschechoslowakei. Ab 1939 im Protektorat Böhmen und Mähren.